# Charles Massez
Charles Joseph Massez (Brussel, 19 december 1767 - Gent, 9 mei 1843) was een Belgisch senator.

## Levensloop
Massez was een zoon van Louis Massez, auditeur bij de Rekenkamer, en van Marie Meuris. Hij was getrouwd met Marie-Thérèse Grossemy.
Hij promoveerde tot licentiaat in de rechten (1791) aan de universiteit van Nancy.
Hij werd advocaat (1793), griffier bij de strafrechtbank van het departement van de Schelde (1796-1797), advocaat bij de balie van Gent (1811-1832) en voorzitter van het hof van beroep van Gent (1832-1843).
Massez werd in augustus 1831 verkozen tot katholiek senator voor het arrondissement Gent, een mandaat dat hij vervulde tot in oktober 1832. Hij werd ook provincieraadslid van Oost-Vlaanderen (1836-1843).